# História Atlântica

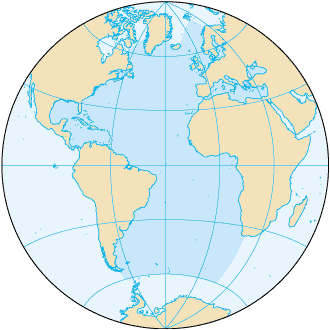
O Oceano Atlântico, que dá nome ao chamado Mundo Atlântico do período moderno inicial

A História Atlântica é um ramo da História comparada que estuda o mundo atlântico no início da era moderna. O Mundo Atlântico foi criado pelo contato entre os europeus e as Américas, e a história atlântica é o estudo desse mundo.. Ela é baseada na ideia de que, após o início do contato contínuo entre a Europa e o Novo Mundo no século XVI, os continentes que margeavam o Oceano Atlântico — as Américas, Europa e África — constituíram um sistema regional ou uma esfera comum de trocas econômicas e culturais, que pode ser estudada como uma totalidade.
O seu tema é a complexa interação entre a Europa (especialmente Portugal, Espanha, Reino Unido e França) e as colónias do Novo Mundo. Abrange um alargado número de tópicos nos campos político, económico, social, demográfico, jurídico, militar, intelectual e religiosos tratados de forma comparativa ao olhar-se para ambos os lados do Atlântico. Como exemplo, avivamentos religiosos caracterizam a Grã-Bretanha e a Alemanha, assim como o primeiro grande despertar nas colónias americanas (Revolução americana, Independência da América Espanhola, Independência do Brasil, Independência do Haiti, etc). Migração e etnias/escravidão também tem sido importantes temas de pesquisa.
Pesquisadores de história atlântica normalmente se concentram nas interconexões e trocas entre essas regiões e as civilizações que abrigaram. Eles argumentam que as fronteiras entre Estados-nação, que tradicionalmente determinavam os limites da historiografia mais antiga, não devem ser aplicadas a fenômenos transnacionais como escravidão, colonialismo, atividade missionária e expansão econômica. A história ambiental e o estudo da demografia histórica também desempenham um papel importante, já que muitas questões-chave no campo giram em torno do impacto ecológico e epidemiológico da Troca colombiana.
Robert Roswell Palmer, um historiador americano da Revolução Francesa, foi um dos pioneiros do conceito nos anos 1950, com uma história comparativa abrangente sobre como várias nações experimentaram o que ele chamou de The Age of the Democratic Revolution: A Political History of Europe and America, 1760–1800 (1959 e 1964). Nesse trabalho monumental, ele não comparou as Revoluções Francesa e Americana como modelos de sucesso contra outros tipos de revoluções. Na verdade, ele desenvolveu uma compreensão mais ampla das mudanças lideradas por processos revolucionários em toda a civilização ocidental. Esse trabalho seguiu os passos de C. L. R. James, que, nos anos 1930, conectou as Revoluções Francesa e Haitiana. Desde os anos 1980, a história atlântica tem emergido como uma alternativa cada vez mais popular à disciplina mais antiga de história imperial, embora se possa argumentar que o campo é simplesmente um refinamento e reorientação da historiografia tradicional que trata da interação entre os europeus do início da era moderna e os povos nativos na esfera atlântica. A organização da história atlântica como uma área reconhecida da historiografia começou nos anos 1980, sob o impulso de historiadores americanos como Bernard Bailyn, da Universidade de Harvard, e Jack P. Greene] da Universidade Johns Hopkins, entre outros. A integração da União Europeia no pós-Segunda Guerra Mundial e a importância contínua da OTAN desempenharam um papel indireto ao estimular o interesse ao longo dos anos 1990.
Embora constitua um campo relativamente novo em termos de pesquisa, tem estimulado numerosos estudos de história comparada, nomeadamente no que tange às ideias, ao colonialismo, à escravidão, à História económica e às revoluções políticas no século XVIII, nas Américas do Norte e do Sul, Europa e África.

## Desenvolvimento do campo
O Seminário de Bernard Bailyn sobre a História do Mundo Atlântico promoveu estudos sociais e demográficos, especialmente sobre os fluxos populacionais para a América colonial. Como um dos principais defensores da história do mundo atlântico, Bailyn, desde 1995, organizou um seminário internacional anual em Harvard, destinado a promover a pesquisa neste campo. O Professor Bailyn foi o promotor do "The International Seminar on the History of the Atlantic World, 1500-1825" na Universidade de Harvard. Este foi um dos primeiros, e mais importantes, projetos acadêmicos a lançar a perspectiva atlântica. De 1995 a 2010, o Seminário de História Atlântica patrocinou uma reunião anual de jovens historiadores envolvidos em pesquisas criativas sobre aspectos da História Atlântica. No total, 366 jovens historiadores participaram do programa do Seminário, 202 de universidades nos EUA e 164 de universidades no exterior. Seu propósito era avançar a pesquisa de jovens historiadores de várias nações interessados nos aspectos comuns, comparativos e interativos das vidas dos povos nas terras que fazem parte da bacia do Atlântico, principalmente no período moderno inicial, contribuindo para o estudo deste tema histórico transnacional.
O livro Atlantic History: Concepts and Contours (2005) de Bailyn explora as fronteiras e os conteúdos do campo emergente, que enfatiza elementos cosmopolitas e multiculturais que tendem a ser negligenciados ou considerados isoladamente pela historiografia tradicional que trata das Américas. As reflexões de Bailyn derivam, em parte, de seu seminário em Harvard desde meados dos anos 1980.
Outros estudiosos importantes são Jack Greene, que dirigiu um programa em História Atlântica na Johns Hopkins de 1972 a 1992, que agora se expandiu para preocupações globais. Karen Ordahl Kupperman estabeleceu o Workshop Atlântico na Universidade de Nova York em 1997.
Outros acadêmicos na área incluem Ida Altman, Kenneth J. Andrien, David Armitage, Trevor Burnard, Jorge Canizares-Esguerra, Nicholas Canny, Philip D. Curtin, Laurent Dubois, John Huxtable Elliott, David Eltis, Alison Games, Eliga H. Gould, Anthony Grafton, Joseph C. Miller, Philip D. Morgan, Anthony Pagden, Jennifer L. Anderson, John Thornton, James D. Tracy, Carla G. Pestana, Isaac Land, Richard S. Dunn e Ned C. Landsman.

## Perspectivas
Alison Games (2006) explora a convergência dos múltiplos fios de interesse acadêmico que geraram o novo campo da história atlântica, que toma como unidade geográfica de análise o Oceano Atlântico e os quatro continentes que o rodeiam. Ela argumenta que a história atlântica é melhor abordada como uma fatia da história mundial. O Atlântico, além disso, é uma região que faz sentido como uma unidade de análise histórica apenas dentro de uma cronologia limitada. Uma perspectiva atlântica pode ajudar os historiadores a entender mudanças dentro da região que uma estrutura geográfica mais limitada poderia obscurecer. Tentativas de escrever uma história atlântica no estilo braudeliano, que inclua e conecte toda a região, permanecem elusivas, impulsionadas em parte por impedimentos metodológicos, pela disjunção real que caracterizou os componentes históricos e geográficos do Atlântico, pelas divisões disciplinares que desencorajam os historiadores de se comunicarem e escreverem uns para os outros, e pelo desafio de encontrar um ponto de vista que não esteja enraizado em um único lugar.
Aqui está a tradução do código solicitado para a Wikipédia em português:

## Estudos coloniais
Um dos impulsos para os estudos atlânticos começou na década de 1960 com os historiadores da escravidão que começaram a rastrear as rotas do tráfico transatlântico de escravos. Uma segunda fonte veio de historiadores que estudavam a história colonial dos Estados Unidos. Muitos foram formados em história europeia moderna e estavam familiarizados com a historiografia do Império Britânico, que havia sido introduzida um século antes por George Louis Beer e Charles McLean Andrews. Os historiadores que estudavam o colonialismo há muito estavam abertos a perspectivas interdisciplinares, como abordagens comparativas. Além disso, havia uma frustração em escrever sobre poucas pessoas em uma pequena colônia remota. A história atlântica abre o horizonte para grandes forças em ação em grandes distâncias.

## Críticas
Alguns críticos afirmam que a história atlântica é pouco mais que história imperial sob outro nome. Argumenta-se que é muito ampla ao tentar abranger ambos os continentes americanos, África e Europa, sem realmente se engajar com eles de maneira profunda. Segundo Caroline Dodds Pennock, os povos indígenas são frequentemente vistos como receptores passivos do encontro transatlântico, apesar do fato de que milhares de nativos americanos cruzaram o oceano durante o século XVI, alguns por escolha.
O acadêmico canadense Ian K. Steele argumentou que a história atlântica tende a atrair estudantes interessados em explorar a história de seus países além dos mitos nacionais, ao mesmo tempo que oferece suporte histórico para políticas do século XXI, como o Tratado Norte-Americano de Livre Comércio (NAFTA), a Organização dos Estados Americanos (OEA), a Organização do Tratado do Atlântico Norte (OTAN), a Nova Europa, a Cristandade, e até mesmo as Nações Unidas (ONU). Ele conclui: "O Atlântico moderno pode até ser visto como uma antessala natural para a globalização do capitalismo liderada pelos Estados Unidos, e servir como um desafio histórico à nova Europa em formação. Não é de se admirar que a recepção acadêmica da nova história atlântica tenha sido entusiástica nos Estados Unidos, e menos na Grã-Bretanha, França, Espanha e Portugal, onde histórias de impérios atlânticos nacionais continuam a prosperar."